# Conchapelopia flavifrons
Conchapelopia flavifrons är en tvåvingeart som först beskrevs av Oskar Augustus Johannsen 1905.  Conchapelopia flavifrons ingår i släktet Conchapelopia och familjen fjädermyggor. Inga underarter finns listade i Catalogue of Life.